# Kuninkaankatu (Tampere)
Kuninkaankatu, est une rue du centre-ville de Tampere en Finlande.

## Présentation
Elle part de Finlayson puis traverse Tammerkoski pour se terminer à Nalkala.
Kuninkaankatu croise les rues Puuvillatehtaankatu, Satakunnankatu, Puutarhakatu, Kauppakatu, Hämeenkatu, Hallituskatu et Satamakatu,.
| N° | Bâtiment                              | Image | Architecte                                            | Période        | Réf.   |
| 1  | Palais Finlayson                      |       | Lambert Petterson                                     | 1899           | ,      |
| 2  | Centre d'art Mältinranta              |       | Eetu Murros Bertel Strömmer                           | 1928           | [ 6 ]  |
| 3  | Magasin d'usine de Finlayson          |       | Bertel Strömmer Vilho Kolho                           | 1923           | ,      |
| 4  | Tallipiha                             |       |                                                       | 19ème          | [ 8 ]  |
| 4a | Église de Finlayson                   |       | Frans Ludvig Calonius                                 | 1878           | [ 9 ]  |
| 6  | Première poste de Tampere (fi)        |       | Erik Johan Wennerqvist                                | 1867           | [ 10 ] |
| 21 | Maison Tirkkonen                      |       | Lars Sonck Birger Federley                            | 1899 1905      | ,      |
| 26 | Immeuble de la Kansallis-Osake-Pankki |       | Birger Federley Bertel Strömmer Vartola-Erno-Laitinen | 1904 1938 1991 | ,      |
| 28 | Immeuble Otra                         |       | Georg Schreck Harry W. Schreck Taito Uusitalo         | 1914 1963 1981 | ,      |
| 30 | Maison d'Aamulehti (fi)               |       | Birger Federley Harry W. Schreck Jaakko Tähtinen      | 1926 1950 1960 | ,      |